# جام ملت‌های آمریکای جنوبی ۱۹۲۰
جام ملت‌های آمریکای جنوبی ۱۹۲۰ (انگلیسی: 1920 South American Championship) چهارمین دوره جام ملت‌های آمریکای جنوبی بود. این مسابقات از ۱۱ سپتامبر ۱۹۲۰ تا سوم اکتبر ۱۹۲۰ در شهر والپارایسو کشور شیلی برگزار شد. این مسابقات با کسب عنوان قهرمانی توسط تیم اروگوئه به سرانجام رسید. این سومین قهرمانی اروگوئه در طی ۴ دوره برگزاری مسابقات بود.

## مروری بر مسابقات

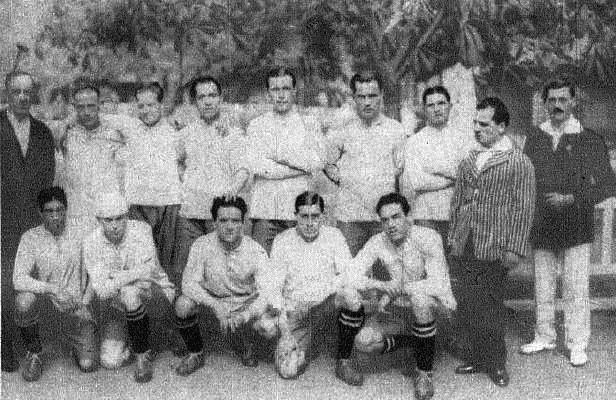
تیم اروگوئه قهرمان جام ملت‌های آمریکای جنوبی ۱۹۲۰

هیچ مسابقه مقدماتی برای ورود به مرحله نهایی مسابقات وجود نداشت. کشورهای شرکت کننده آرژانتین، برزیل به عنوان قهرمان دوره قبل، شیلی و اروگوئه بودند. همه تیم‌ها در یک گروه قرار گرفتند و با یکدیگر به رقابت پرداختند. تیمی که بهترین نتیجه را کسب می‌کرد قهرمان مسابقات می‌شد. دو امتیاز برای برد، یک امتیاز برای تساوی و صفر برای یک شکست در نظر گرفته شد. اگر در جدول رده‌بندی شرایط امتیاز یکسان بود، یک مسابقه پلی آف برای تعیین قهرمان برگزار شد.
باخت ۶ بر صفر تیم برزیل در مقابل اروگوئه سنگین‌ترین شکست تاریخ این تیم تا مسابقات جام جهانی برزیل ۲۰۱۴ یعنی ۹۴ سال بعد بود. جایی که در آن مسابقات برزیل با نتیجه ۷ بر ۱ برابر آلمان شکست خورد.
آنخل رومانو در کنار هم تیمی اش خوزه پرز با سه گل بهترین گلزنان مسابقات بودند. پیشتر آنخل رومانو سه سال قبل نیز بهترین گلزن جام ملت‌های آمریکای جنوبی ۱۹۱۷ شده بود.

## مسابقات
| تیم      | بازی | برد | مساوی | باخت | گل زده | گل خورده | تفاضل گل | امتیاز |
| -------- | ---- | --- | ----- | ---- | ------ | -------- | -------- | ------ |
| اروگوئه  | ۳    | ۲   | ۱     | ۰    | ۹      | ۲        | +۷       | ۵      |
| آرژانتین | ۳    | ۱   | ۲     | ۰    | ۴      | ۲        | +۲       | ۴      |
| برزیل    | ۳    | ۱   | ۰     | ۲    | ۱      | ۸        | −۷       | ۲      |
| شیلی     | ۳    | ۰   | ۱     | ۲    | ۲      | ۴        | −۲       | ۱      |

| برزیل        | ۱–۰ | شیلی |
| ------------ | --- | ---- |
| Alvariza ۵۳' |     |      |

| آرژانتین       | ۱–۱ | اروگوئه        |
| -------------- | --- | -------------- |
| Echeverría ۷۵' |     | Piendibene ۱۰' |

| اروگوئه                                                                                       | ۶–۰ | برزیل |
| --------------------------------------------------------------------------------------------- | --- | ----- |
| آنخل رومانو ۲۳'، ۶۰' · آنتونیو اوردیناران ۲۶' (پنالتی) · Pérez ۲۹'، ۶۵' · آنتونیو کامپولو ۴۸' |     |       |

| شیلی        | ۱–۱ | آرژانتین       |
| ----------- | --- | -------------- |
| Bolados ۳۰' |     | Dellavalle ۱۳' |

| آرژانتین                            | ۲–۰ | برزیل |
| ----------------------------------- | --- | ----- |
| Echeverría ۴۰' · جولیو لیبوناتی ۷۳' |     |       |

| اروگوئه                     | ۲–۱ | شیلی                |
| --------------------------- | --- | ------------------- |
| آنخل رومانو ۳۷' · Pérez ۶۵' |     | آئورلیو دومینگز ۶۰' |

## نتیجه
| جام ملت‌های آمریکای جنوبی ۱۹۲۰ |
| ----------------------------- |
| · اروگوئه · سومین عنوان       |

## گلزنان
۳ گل
| - José Pérez | - آنخل رومانو |  |

۲ گل
- Raúl Echeverría

۱ گل
| - Miguel Dellavalle - جولیو لیبوناتی - Ismael Alvariza | - Hernando Bolados - Aurelio Domínguez - آنتونیو کامپولو | - خوزه پیندیبن - آنتونیو اوردیناران |